# Vespa carbonaria
Vespa carbonaria är en stekelart som beskrevs av De Geer 1778. Vespa carbonaria ingår i släktet Vespa och familjen Eumenidae. Inga underarter finns listade i Catalogue of Life.